# دار الفيل
دار الفيل كانت تقع في بغداد وعلى الجانب الشرقي لنهر دجلة، الذي يعرف بالرصافة، حيث كان موضعها مقابل جامع الخلاني ومقبرة الخلال أو مقبرة الفيل، حيث تذكر المصادر التاريخية ان الخليفة العباسي الطائع لله (363-381ه‍) اتفق انه كان يوماً في منظرة (عرفت بمنظرة الفيل لربط أحد الفيلة فيها فرجة للناس)،  كان قد أقام المنظرة على باب الخاصة الذي احدثه، وهو أحد  ابواب سور دار الخلافة المعظمة ببغداد، وتشرف هذه المنظرة على دار الفيل وباب كلواذى أحد أبواب سور بغداد، حيث مرت جنازة الزاهد المعروف بغلام الخلال، وهو الفقيه الحنبلي، ابي بكر عبد العزيز بن جعفر بن أحمد بن يزداد بن معروف (م282-ت363ه‍)، فراى ما أعجب الطائع لله فتقدم لدفنه في المراح تجاه المنظرة المقابل لدار الفيل، وجعل دار الفيل وقفاً عليه.ووسع به في تلك المقبرة وهي الآن على ذلك، الا أن باب الخاصة لا أثر له اليوم.

## أماكن أخرى عرفت بدار الفيل
- دار الفيل بين الجبل والعذيب من ارض السواد التي أقطعها عمر إلى أبي مفرز.[6]

- دار الفيل في مصر: حكم الحارث في دار الفيل دار ابي غثيم مولى مسلمة بن مخلد وكان أبو غثيم حبس هذه الدار على مواليه بفسطاط مصر، وسماهم في كتاب تحبيسه..الخ.[7]وكان قد تظلم إسحاق بن إبراهيم بن السائح إلى الخليفة المتوكل من حكم القاضي محمد بن ابي الليث لكونه اخرج بني السائح من الدار،[8] وعرفت بقضية دار الفيل.[9]
- دار الفيل في مصر قرب جامع الطولوني على جبل يشكر قبلي مناظر الكبش: كانت قديماً هي الدار على بركة قارون، ذكروا بنو مسكين إنها من حبس جدهم وذكر ابن يونس ان جنان بني مسكين يعني هذه الدار في خطتهم، وكان كافور أمير مصر قد بنى فيها داراً أنفق فيها مائة ألف درهم ثم سكنها في رجب سنة ست واربعين وثلثمائة..الخ.[10]